# Loddershoekmolen

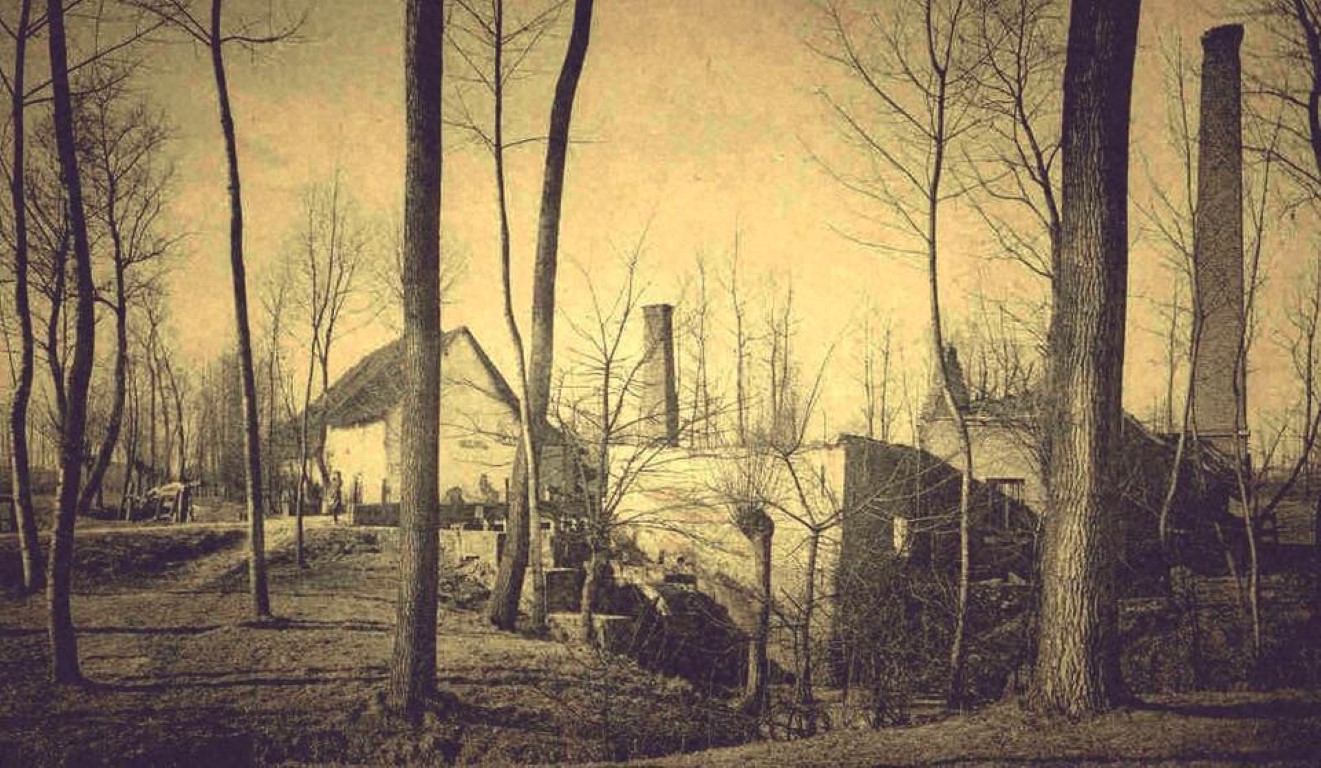
De resten van de molen na de brand in 1912

De Loddershoekmolen was een watermolen gelegen in Borchtlombeek in de Belgische gemeente Roosdaal. De naam Loddershoek is terug te leiden naar het gelijknamige gebied in de aangrenzende gemeente Wambeek.

## Historiek
De Loddershoekmolen was van het type bovenslagwatermolen, met 145 roeden. Hij werd voorzien van water door de Lombeek of Bellebeek. De watermolen bestond al vóór het jaar 1304. Hij werd in dat jaar, door de heer van Lombeek, Arnulphus Van Liedekerke, aan de abdij van Ninove geschonken en dit voor bewezen diensten. De molen was een olieslagmolen, een type molen dat olie stampt of slaat uit olierijke zaden.
Vanaf 1427 werd de molen door de abdij van Ninove verpacht. Tot 1790 en ook later staan bij deze abdij pachters geboekt waaronder de familie Van Lierde. Dit molenaarsgeslacht komt veel voor in de wijde regio rond de molen. Overal in de onmiddellijke omgeving, ook in de Denderstreek,  bemaalden zij verschillende molens, zowel wind- als watermolens.
In 1912 brandde de molen af. Hij kreeg hierdoor ook zijn naam: Verbrande Molen. De molen zelf werd na de brand tot woning verbouwd en werd in de jaren 60 afgebroken. De bijhorende molenaarswoning is gelegen aan de andere kant van de straat en werd in 2009 vastgesteld als bouwkundig erfgoed. Deze woning stamt uit de 19de eeuw.

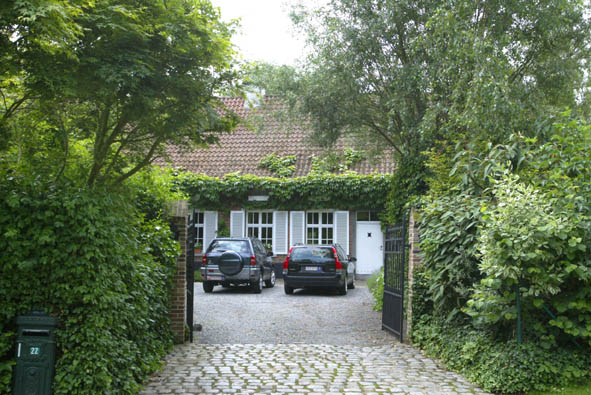
De molenaarswoning

Een nieuw molengebouw, iets meer van de Lombeek verwijderd, werd na de brand in 1912 opgericht. Die molen kreeg de naam: Stampkot. Deze molen werd evenwel door motoren aangedreven en was gelegen op de Stampmolenstraat 20 A. Ook dit gebouw werd als woning later aangepast.

### Trivia
De Loddershoekmolen wordt ook wel Stampmolen of de Verbrande Molen van Borchtlombeek genoemd.

## Ontsluiting van de molen
De locatie is een halte op de Molenfietsroute Roosdaal. Deze wandel-/fietsroute is een onderdeel van de Molenbox, ontwikkeld door de Erfgoedcel Pajottenland Zennevallei in 2009. In 2020 werd de molen door de gemeente Roosdaal ontsloten via een QR-code.